# Мюллер, Алина
Алина Мюллер (нем. Alina Müller; род. 12 марта 1998, Ленгнау, Аргау) — швейцарская хоккейная нападающая, игрок «Бостон Флит» и сборной Швейцарии. Бронзовый призёр Олимпийских игр 2014 года, автор победной шайбы в матче за третье место против сборной Швеции (счет 4:3). Самая молодая хоккеистка на Олимпийских играх 2014 года (15 лет), а также самый молодой обладатель олимпийской медали в хоккее с шайбой за всё время. На Олимпийских играх 2018 года набрала больше всех очков по системе «гол+пас», вошла в символическую сборную турнира и была признана лучшей нападающей, хотя Швейцария заняла итоговое пятое место.
Серебряный призёр первого дивизиона юниорского чемпионата мира 2013 года. Воспитанница «Винтертура».
Своими кумирами считает американского хоккеиста Зака Паризе и канадского хоккеиста Джеффа Скиннера. Родной брат спортсменки Мирко Мюллер, также хоккеист, в 2013 году был выбран на драфте клубом НХЛ «Сан-Хосе Шаркс».